# Folsäure-Antagonisten
Folsäure-Antagonisten sind Substanzen, die als Analoga der Folsäure in die DNA- und RNA-Nukleotid-Synthese eingreifen und über eine Enzymhemmung vor allem am Enzym Dihydrofolat-Reduktase (DHFR), aber auch anderen, ihre Wirkung entfalten. Folsäure-Antagonisten im engeren Sinne sind eine kleine Gruppe von Zytostatika (Antimetabolite).

## Arzneistoffe der Gruppe

### Zytostatika (auf den menschlichen Organismus wirkend)
- Methotrexat (MTX) als Leitsubstanz[1][2]
- Pemetrexed[1]
- Aminopterin[2]

### Antiinfektiva (auf Krankheitserreger wirkend)
- Pyrimethamin[2]
- Trimethoprim

### Andere Arzneimittelgruppen (Folsäure-Hemmung als Nebenwirkung)
- Lamotrigin (geringfügig)

## Geschichtliches
Vor der Zulassung von Pemetrexed wurde der Begriff Folsäure-Antagonist als Synonym für Methotrexat verwendet und ist auch heute noch sehr gebräuchlich.
Den ersten Folsäure-Antagonisten in Form von Aminopterin entwickelten der Chemiker Yellapragada Subbarow 1947 in Zusammenarbeit mit dem Arzt Sidney Farber. Er wurde bei der Leukämie-Behandlung von Kindern sehr erfolgreich eingesetzt und beide entwickelten auch Methotrexat.